# Marché du livre ancien et d'occasion

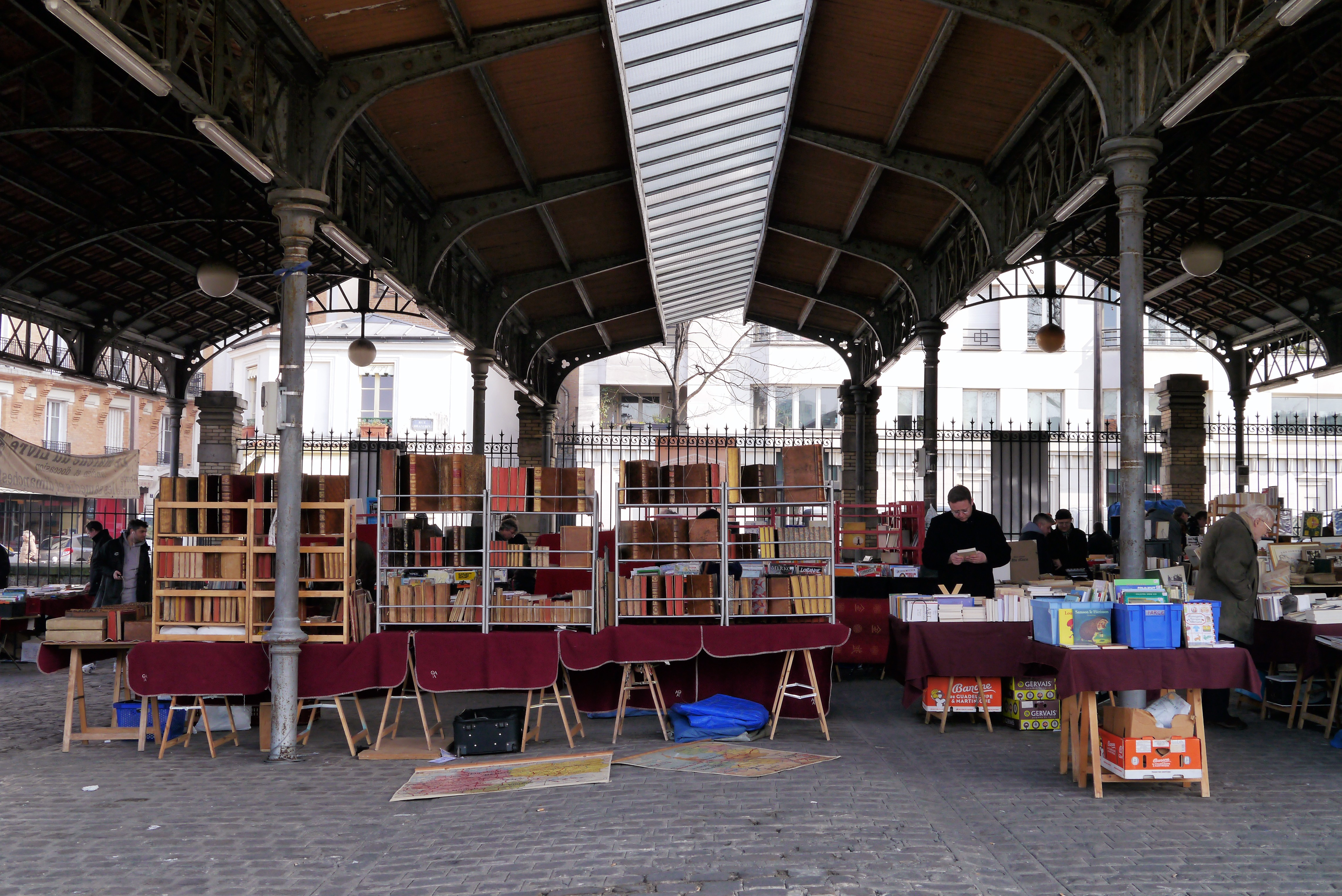
La halle du marché du livre ancien et d'occasion du parc Georges-Brassens.

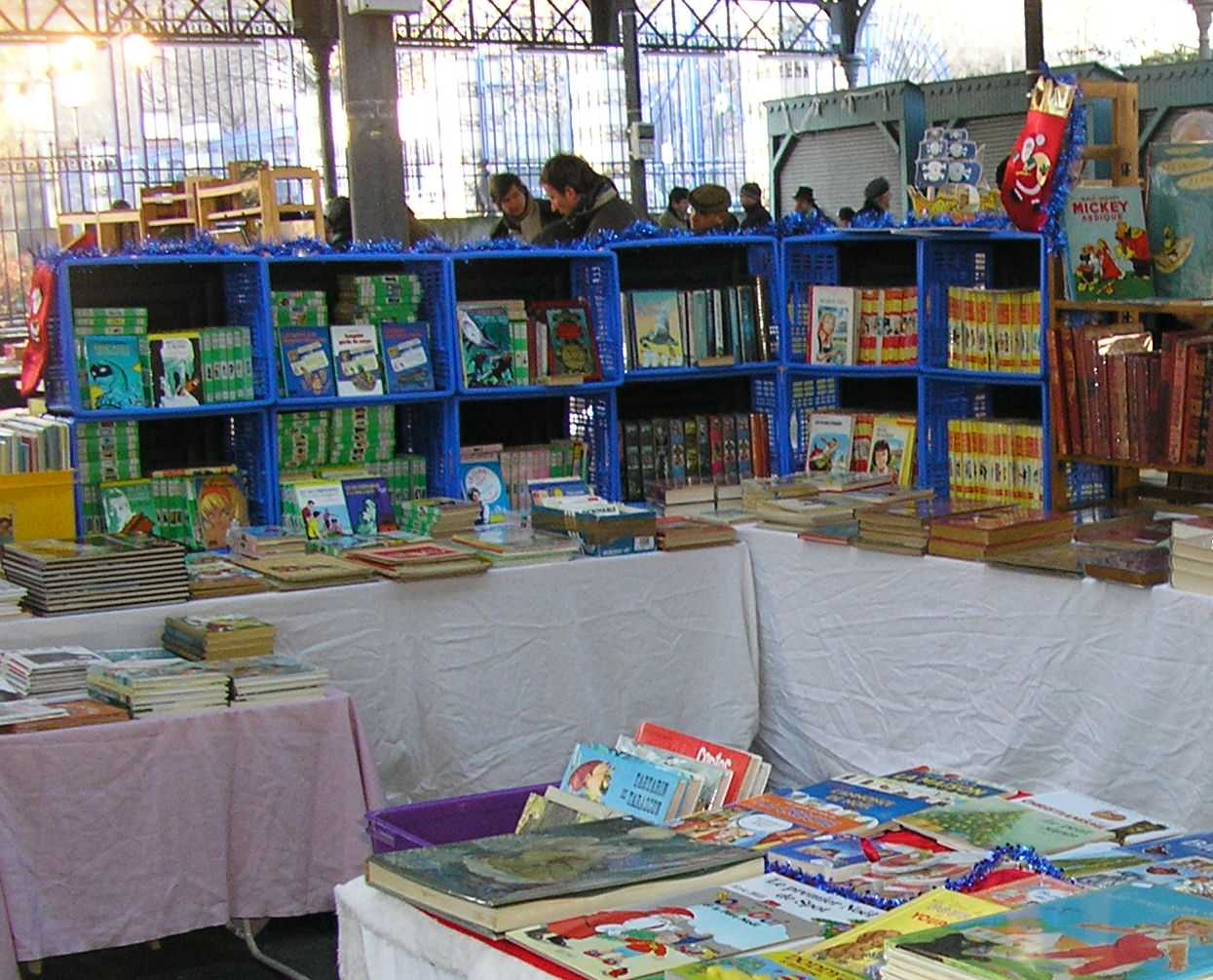
Un stand livres enfant jeunesse.

Le marché du livre ancien et d'occasion, animé de très longue date par les libraires spécialisés, a connu une forte croissance au XXIe siècle dans le monde, en bénéficiant de prix plus bas de 63 % en moyenne, du « goût de l’ancien » et de la volonté écologique de « réutiliser » les livres, symboles de forêts devenues papier.
Il est porté aussi par le développement de la vente directe par les particuliers sur les sites internet de petites annonces comme Le Bon Coin, où 7 % des annonces, soit 2 millions, portent sur des livres, tandis que selon les estimations, Emmaüs collecte 27 millions de livres par an, dont la moitié seulement est commercialisée, évolution qui menace les marges bénéficiaires élevées des plateformes internet.
C'est aussi le plus ancien segment du marché de l'édition disposant de lieux physiques centraux, pour réunir acheteurs et vendeurs, en particulier via les bouquinistes de Paris sur les quais de la Seine et du marché central situé dans le 15e arrondissement.

## Périmètre et liens avec le marché du neuf

### Taux de substitution
Le marché du livre ancien et d'occasion est à la fois complémentaire et concurrent du marché du livre neuf, mais c'est surtout la complémentarité qui apparaît, avec un « taux de substituabilité » du livre neuf pour cause de prix « relativement faible » , de 16 % selon la seule enquête économétrique disponible même si certaines sources croient en un « lent déclin du consentement à payer le prix du neuf », tandis qu'un "processus de plateformisation" caractérise de plus en plus ce marché, selon une enquête du sociologue Vincent Chabault.
Le « bouquin » d'occasion s'avère ainsi dans la grande majorité des cas un livre supplémentaire pour le client, que ce dernier n’aurait pas acquis neuf, le plus souvent parce que l'ouvrage est épuisé, mais aussi parce que son prix trop élevé aurait de toutes façons constitué un barrage à l'achat.

## Résistance du livre papier
Alors que les débats sur la fin du livre datent déjà du "début des années 2000", en 2022 comme en 2017, environ 5 % seulement des livres sont en France achetés en format numérique, contre 15 % d’occasion et 80 % de neuf. L'ensemble du marché physique du livre continue donc de générer des volumes qui restent très élevés : les instituts Kantar et GfK estiment entre 234 et 320 millions le nombre de livres neufs vendus chaque année en moyenne, avec en plus 48 et 80 millions de livres d’occasion – soit nettement plus que les 150 millions de CD audio au sommet de ce marché en 2002, selon une étude pour la Société française des intérêts des auteurs de l’écrit (SOFIA) sur le marché du livre d’occasion. Une modeste substitution neuf/ancien a cependant eu lieu : en 8 ans (de 2014 à 2022), le nombre d'acheteurs d'ouvrages neufs a diminué d'entre 5 et 12 % selon les sources, mais ceux de livres d’occasion a augmenté d'entre 27 et 37 %. La part d'acheteurs exclusifs de livres neufs a reculé de 5 à 8 points en 8 ans, et celle de ceux qui achètent à la fois du neuf et de l’occasion est passée de 23 à 28 %, le format poche étant le plus propice à la revente tandis que les ouvrages comportant images et illustrations le sont le moins, même si la croissance du secteur de l'occasion concerne tous les segments de l’édition, donc tous les publics. Avec un prix de l’occasion en moyenne 2,5 fois moins élevé que celui du neuf, ses acheteurs sont 76 % à mettre en avant le souci d'économies et seulement un tiers la motivation écologique. Ils sont seulement 18 % à citer les distributeurs traditionnels (braderies, marchés, brocantes et bouquinistes), dominés par le canal internet. Les catégories défavorisées et les jeunes sont les plus représentés parmi les vendeurs d'occasion, dont deux tiers "écoulent moins de 10 livres par an pour un gain inférieur à 50 euros".

### Le tsunami attendu de la dématérialisation n'a pas eu lieu
Pour l’édition grand public, un « tsunami » sur les ventes était attendu en raison de la dématérialisation des livres permise par le livre électronique, mais celui-ci se s'est finalement pas produit. Le marché de l'occasion, organisé sur la base juridique de l’épuisement des droits après une première vente, en a finalement profité mais sans cannibaliser le marché du livre neuf.
Google Livres, plus connu par son appellation internationale de Google Books, un service en ligne de numérisation de livres lancé par Google en décembre 2004, a notamment offert le téléchargement d'ouvrages libres de droits et promis de permettre de trouver où emprunter un exemplaire de n’importe quel livre en bibliothèque, via une bibliothèque virtuelle revendiquant 7 millions de numérisations en 2008, puis 15 millions en 2010, dont une partie seulement consultable directement depuis le site (3 millions aux États-Unis). En 2019, Google Books contient plus de 25 millions de volumes.
Mais la transformation en fichiers numériques des livres ne représentait toujours que moins de 1 % de l'édition en 2011, et les experts estiment désormais plus prudemment que cette proportion ne dépassera pas 10 % à 15 % du total, dans les dix ans qui viennent, la loi sur le prix unique du livre ayant réussi à stabiliser ce marché, selon les observateurs. Les librairies indépendantes représentaient encore un quart du commerce du livre en France en 2006, les librairies de second rang étant les moins touchées quand les ventes baissent, et dès cette époque, la profession observe ses contraintes nouvelles : internet et la téléphonie mobile, qui « sont des concurrents de plus en plus en plus présents » car « à la fois consommateurs de temps et d'argent », de même que les « ventes couplées avec la presse » y réagissant en soignant la disponibilité des ouvrages recherchés par les internautes. Toutes les grandes librairies ont dès le début des années 2010 leur propre site, et dans le Quartier latin de Paris à partir de mars 2011, le site Cql.com recense les stocks de chaque libraire, permettant au lecteur d'aller dans la librairie détentrice du livre qu'il cherche. Résultat : la survivance en France en 2011 de 15 000 lieux exerçant une activité régulière de vente de livres, dont 2 500 très actifs, ce qui fait que l'hexagone compte autant de librairies que l'ensemble du territoire des États-Unis, et le seul Quartier latin que tout Manhattan. Lors de l'ouverture du 200e Espace culturel Leclerc, en mai 2011 à Paris, le distributeur Michel-Edouard Leclerc estime cependant qu'« en matière culturelle, l'offre dicte la demande » et juge « suicidaire que la publicité pour le livre à la télévision soit réduite au sponsoring de quelques émissions littéraires ».

### Le particulier devient vendeur de livres
Selon le sociologue Vincent Chabault, un libraire d’occasion est aujourd’hui de moins en moins un professionnel du livre et de plus en plus un manutentionnaire dans un entrepôt des sociétés Momox ou Recyclivre, ou même un simple particulier souhaitant « revendre directement ses ouvrages lus ou glanés », soit via une plate-forme généraliste comme Le Bon Coin, eBay ou Rakuten, soit via une plateforme spécialisée telle que Le Bouquin français ou AbeBooks, favorisant ainsi la banalisation de la consommation d’occasion et contribuant à ce que le lecteur la privilégie.
Sur Le Bon Coin, la mise en valeur du livre est facilité par l'espace d'une annonce, qui autorise une énumération des informations jugées intéressantes « suivie d’un descriptif des particularités » en l'absence d’un tiers de confiance, accompagné d'estimations de prix par « les sources d’information sur lesquelles elles reposent » – ou pas, les prix étant assez standard et l'usage immédiat.
Comme pour le marché du neuf, le marché du livre ancien et d'occasion appartient à celui des biens singuliers. Tous deux sont plus ou moins bien complétés par des moyens permettant aux lecteurs dans la vie quotidienne de trouver les bons produits, sous forme des « boîtes à outils ». Ces moyens sont analysés dans un livre de 2007 par le sociologue Lucien Karpik, spécialiste des contributions sur l'économie de la qualité, en traitant aussi d'autres marchés concrets (grands vins, produits de luxe, services des professions libérales),.

### Critiques et communautés d'utilisateurs
Néanmoins, concernant le livre, le prix affiché sur une plateforme de vente ne parvient pas à donner de « signal marchand » fiable de la qualité du contenu. Ceci génère une incertitude pour l'acheteur, ce qui peut nécessiter une « adaptation » entre le contenu et l’attente du lecteur, avec l'appel à des « dispositifs de jugement » (nommés aussi « repères à l’achat ») beaucoup plus présents sur le marché du livre neuf que sur celui du livre d'occasion : « critique journalistique, prix littéraire, bouche-à-oreille, avis du libraire, prescription de l’enseignant, etc. ».
Les critiques de livres peuvent aussi émaner d'applications web de catalogage social comme Babelio, permettant d'enregistrer des bibliothèques personnelles, éventuellement partagées et commentées par d'autres utilisateurs inscrits. En juin 2021, Babelio comptait une communauté de 1,1 million d'utilisateurs, mais d'autres réseaux sociaux du livre populaires existent, tels Booknode et Livraddict.
La valeur du livre dépend aussi selon Lucien Karpik d'autres critères, mais très fluctuants et incertains tels que l’auteur et sa réputation, l'image de l’éditeur ou encore celle de la collection concernée – critères plus prégnants sur le marché du livre d'occasion, en l'absence des repères commerciaux directs et actualisés qui, dans le marché du neuf, sont mis en place par les éditeurs, les distributeurs et les divers canaux de promotion des ouvrages récents. Cependant, dès 2006, les libraires se plaignent par ailleurs « de la profusion » des titres neufs (4 000 par mois), ce qui entraîne une augmentation du taux d'invendus renvoyés à l'éditeur, « passé en moyenne de 22 % à 24 % ».

## Marges bénéficiaires

### Une moyenne de 50%, très supérieure à celle du livre neuf
Si les prix sont bien plus bas que dans le neuf, les marges bénéficiaires sont au contraire plus élevées, de l'ordre d'au moins 50 % pour le livre d'occasion contre 35 % à 40 % pour le livre neuf. Ces marges plus hautes sont nettes des frais spécifiques aux ventes de livres anciens : par exemple, au sein de l'entreprise Momox, les vendeurs envoient les ouvrages à l'acheteur sans frais de port. En effet, la plateforme internet assure le coût d'envoi à la place des vendeurs afin de les inciter au commerce et, même si c'est souvent pour une somme dérisoire, elle les paie dans la semaine par un virement bancaire tout en leur mettant à disposition, sur son application en ligne, de quoi scanner les livres qu'ils proposent.
Certains vendeurs historiques s'appuient sur la rentabilité dans le livre d'occasion pour continuer à vendre des livres neufs, à la rentabilité plus aléatoire, comme Gibert.
D'autres tirent près de la moitié de leurs ventes en volume du livre d'occasion, comme eBay, qui a vendu en France 715 000 ouvrages de seconde main (dont la moitié de BD et de comics de superhéros) contre 1,2 million de livres neufs.
Certaines plateformes en ligne comme Amazon, Rakuten, eBay ou la Fnac affirmaient de leur côté à la presse prélever entre 20 % et 30 % sur le prix de la vente sans que leur chiffre d'affaires diminue : chez Rakuten, les ventes de livres d’occasion ont connu 16 % de hausse en France entre le premier semestre 2018 et celui de 2019. Parmi ces plateformes internet, eBay, Cdiscount et Rakuten contrôlent la grande majorité des transactions, mais l'on trouve aussi AbeBooks, filiale d'Amazon, spécialiste des ouvrages anciens, rares et épuisés, et les start-up françaises Le Bouquin français, Kiwibook et Swapbook, cette dernière touchant surtout les étudiants. Les marges plus élevées que dans le neuf viennent aussi du fait qu'il n'y a pas de retour auprès de l’éditeur si un ouvrage ne trouve pas preneur, obligeant à couvrir le risque d'invendu, cependant réduit par la faible valeur d'achat.

### Les racines historiques de la forte rentabilité
Historiquement, « l'élément fondamental du métier » a toujours été « la recherche d’occasions de gains », dans une démarche qui s'inspire du modèle professionnel des brocanteurs tout en tirant bénéfice des « opportunités offertes par les différences de règles d’évaluation et d’échange » entre des sous-espaces différents de marché, auxquels ces professionnels ont accès pour s'approvisionner en fonction du prix de rachat aussi bas que possible, selon Dominique Vallet, libraire parisien. Pour entretenir leurs sources d’approvisionnement, les revendeurs s'appuient de longue date sur un « capital de connaissances » et un réseau de relations. Plus secondairement, ils envisagent « une hypothétique demande qui permettra d’écouler rapidement les volumes ».
Le prix souvent dérisoire auquel les revendeurs se procurent les ouvrages d'occasion est une composante traditionnelle forte de cette activité : il était d'usage bien avant l'émergence des plateformes en ligne, selon Vincent Chabault, maître de conférences en sociologie à l'université Paris-Descartes, qui a distingué plusieurs sources d'approvisionnement historiques :
- les « ventes mortuaires »[2], qui désignent, selon le langage des bouquinistes, le rachat de bibliothèques après un décès ou un déménagement, l'héritier ou le propriétaire étant déjà accaparé par la revente des meubles[2], ce qui permet de lui racheter l’ensemble d'un lot[2], l'acquéreur effectuant ensuite son propre « tri entre les invendables et les « pépites » »[2], l'opportunité de gain sur les seconds permettant d'assurer le coût de ce tri[2].
- les salles de vente, comme celle de « Drouot-Nord, réputée pour vendre des meubles, des tableaux et des objets hétéroclites sans grande valeur »[2], et qui pratiquent des « ventes d’ensemble de livres »[2]. Dans ces salles de vente aux enchères, les assistants du commissaire-priseur ne prennent en général pas le temps de montrer les livres, citant simplement un ou deux titres sur un lot de plusieurs dizaines[2].
- l'achat à un autre professionnel, toujours par lot[2], qui augmente encore le caractère aveugle de l'acquisition, le revendeur n'étant pas présent au moment de la première acquisition.

## Algorithmes, coûts et prix de vente
En France, une étude Kantar pour l’Observatoire de l’économie du livre, dépendant du ministère de la Culture, a estimé à 4 euros le prix moyen d’un livre d’occasion, hors frais de port, soit 63 % de moins que le prix moyen d'un livre neuf. En 2018, le livre d’occasion ne représentait en valeur que 6,6 % du marché total de l’édition de livres, mais en raison de ce prix de vente moyens beaucoup plus bas. En 2020, le prix moyen de revente se situait entre 4,20 euros et 4,50 euros hors frais. Le prix des livres, plus élevé dans le neuf que dans l'occasion, est selon le sociologue Lucien Karpik une réelle « contrainte financière ». Dès 2006, la contrainte de prix a fait qu'un livre sur trois en France « se vend au format de poche ».
Le Monde a cité à titre d’exemple un des grands prix littéraires racheté à 3,24 euros au lieu de 18 euros, comme Idiotie, ou encore Plaisir et Nécessité, livre de l’ex-ministre de la Culture Françoise Nyssen, ancienne éditrice elle-même, vendu 20,50 euros en librairie et repris à 1,02 euro seulement par Momox.
Les particuliers qui tentent de vendre des livres anciens ont parfois des surprises, comme ce fut le cas pour les frères Marc et Henri Grand d'Esnon, entré en possession en 2013 d'un très vieux livre, le « manuscrit des frères Limbourg » dans le coffre d'un château dont ils venaient d'hériter et dont la vente, via la salle de ventes Millon Bruxelles, leur a permis de remplacer le toit du château. Des salle de ventes aux enchères et des experts en objets d'art, comme Alexis Maréchal, proposent d'estimer le prix des livres rares, mais souvent sous forme d'inventaire général. Le prix est difficile à estimer : valorisé à zéro euro dans l'inventaire de la succession en juin 2013, car les enluminures ne sont encore qu’à l’état de dessins, sans mise en couleur, et le livre négligé car dans ce château depuis au moins les années 1920, avec une provenance familiale antérieure, puis quelques dizaines de milliers d'euros puis entre 400 000 et 600 000 euros, le livre découvert par les frères Marc et Henri Grand d'Esnon sera finalement vendu 2,5 millions d'euros quelques mois après, grâce à l'intérêt d'Heribert Tenschert, un antiquaire allemand très réputé qui le remet en vente en mars 2016 à la foire de Maastricht, pour 12 millions d’euros. Mais la vente sera annulée car déclarée illégale par les policiers français de l'Office central de lutte contre le trafic de biens culturels (OCBC). En France, un objet peut, dans les quatre mois qui suivent la demande de passeport, être classé trésor national et rester ainsi au moins deux ans et demi de plus dans le pays.

### Algorithmes de fixation des prix
À l'autre extrémité du spectre des prix des livres d'occasion, sur les plateformes en ligne, des algorithmes influencent le marché de l'occasion, en tentant de calculer le « potentiel de recommercialisation », conditionnant la décision de placer ou non une référence sur le marché de l'occasion, selon sa disponibilité estimée, chez lui et chez ses concurrents, ce qui signifie que la valeur d'un livre peut être estimée à zéro, de manière arbitraire et entraîner sa destruction.
Ces algorithmes sont utilisés par les plateformes internet comme Better world books, Recyclivre, Momox et d’autres pour calculer un ajustement instantané du prix, ce qui fait que le libraire d’occasion est parfois un métier proche de celui d'informaticien ou même de trader. Ces ajustements automatiques des prix ont pour objectif à la fois de maximiser le nombre de vente mais aussi d'augmenter les profits en augmentant automatiquement le prix d'un livre à partir du moment où il devient difficile à trouver. Cette automatisation en temps réel peut amener à générer des prix exagérément élevés pour des livres sans intérêt majeur, comme par exemple un livre enfant épuisé à plus de 500 €, parce que le robot estime qu'il n'est plus trouvable. Ces abus sont régulièrement critiqués et ont amené Recyclivre par exemple à se défendre en publiant une page justifiant et expliquant sa méthode de fixation des prix. Certaines plateforme plus récente comme Le Bouquin français font le choix de ne pas utiliser de robots d'ajustement automatique des prix.

### Tarifs postaux
Les nouveaux tarifs de la Poste ont contraint, à la fin des années 2010, les acheteurs de livre d'occasion à contribuer aux frais d’envoi pour les plis dépassant trois centimètres d’épaisseur. Des acteurs comme Mondial Relay et Chronopost Shop2Shop ont ces dernières années permis l'essor de ce marché en offrant des tarifs d'expédition plus abordables que Colissimo, tout en gardant un suivi avec numéro, rassurant pour l'acheteur et le vendeur.

### Possibilités de rémunérer éditeur et auteur
Dès lors que la première vente d’un exemplaire d’une œuvre est autorisée par l’éditeur, il ne peut plus s’opposer juridiquement aux reventes ultérieures. Les revendeurs doivent cependant tenir un « livre de brocante » répertoriant leurs achats et l’identité de leurs fournisseurs. Les possibilités de rémunérer éditeur et auteur lors de cette revente sont souvent présentées comme passant par une taxation alimentant un fonds, afin d'obtenir un partage de la valeur créée par le marché de seconde main et reposerait sur une traçabilité des transactions des plateformes comme celles de Momox mais ne pourrait inclure les transactions plus marginales du vide-grenier de village ou de la kermesse de l’école.
L'ancien ministre de l'Économie Hervé Gaymard, qui estime que marché de l'occasion pèse près de 42 % de l'ensemble des ventes de livre, a ainsi remarqué le prix d'occasion est systématiquement proposée à côté du prix neuf chez des vendeurs comme Amazon et la Fnac. Il a donc souhaité instaurer le versement à l'auteur d'un pourcentage sur chaque vente de livre d'occasion. Il a également rédigé un rapport sur le prix du livre numérique et une proposition de loi sur l'exploitation numérique des livres indisponibles du XXe siècle.
Vincent Monadé, président du Centre national du livre (CNL), milite lui aussi pour cette taxe afin de « procurer de nouvelles ressources aux auteurs » et d'éviter « les risques de distorsion de concurrence qui existent quant au prix unique du livre » instauré par le ministre de la culture Jack Lang en 1981.
Dans le même ordre d'idées, le classement des livres par les places de marché (« comme neuf », « état neuf », « très bon état », etc.) est source de confusion selon le médiateur du livre.

## Histoire

### Origines
Les premiers collectionneurs seraient issus de la Mésopotamie ancienne, considérée comme le « berceau de l'écriture » et le terme est également fréquemment associées à des figures comme Aristote, surnommé « le liseur » par Platon ou bien Noé, considéré comme « le premier bibliophile de l'histoire ».

### Les bouquinistes
La tradition des bouquinistes parisiens débute aux alentours du XVIe siècle avec des petits marchands colporteurs mais sous la pression de la corporation des libraires, un règlement de 1649 interdit les boutiques portatives et l’étalage de livres sur le pont Neuf.
Mais les bouquinistes, qui ont évolué pour s'adapter à la demande spécifique des touristes étrangers en vacances à Paris, même s'ils ont en même temps « digitalisé » leur offre, n’ont plus le même rôle qu'au cours des siècles précédents, dans la « circulation de la culture imprimée » car dans les années 2020 la moitié des transactions se déroule sur les plateformes en ligne, qui réunissent des offres diverses, aussi bien celles d’opérateurs-détaillants comme Chapitre.com, que de vendeurs qui fondé leurs propres « places de marché », type Amazon ou Rakuten, pas toutes spécialisées dans le livre, certains étant aussi présents sur le marché physique, comme Gibert, Momox, et Recyclivre.

### Début de démocratisation au XIXesiècle
La longue histoire du marché du livre ancien et d'occasion a progressivement contribué à la démocratisation de la lecture. Sa croissance a en même temps été favorisée par des « dispositifs qui ont visé à élargir le public de lecteurs et de lectrices » en général, avec l'élévation du niveau moyen de connaissance, comme les « cabinets de lecture sous la Restauration » puis trois décennies plus tard l'implantation de bibliothèques publiques vers 1860.
En Angleterre, La seule bibliothèque publique financée par l’État au début du XIXe siècle était la British Museum Library, mais les « cabinets de lecture » ont prospéré par les ventes de livres d’occasion dès le début du XIXe siècle. Certains courants religieux ou utilitaristes menaient une action pour l’alphabétisation, en général dans des zones rurales, depuis le XVIIIe siècle, comme la Society for Promoting Christian Knowledge (SPCK) ou les écoles du dimanche en général évangélistes. Dès 1835, la SPCK avait fondé environ 2500 bibliothèques de prêt en Angleterre et une trentaine au pays de Galles, qui pouvaient atteindre pour certaines plus d’un millier de volumes.
Le libraire Thomas Mudie  vendait des livres d’occasion et journaux dans sa boutique à Londres et son fils Charles Edward Mudie (1818-1890) ouvrit sa propre librairie en 1840 près de l’université de Londres fondée en 1836, décidant en 1842 d'en faire aussi une bibliothèque de prêt pour une guinée par livre alors que les tarifs étaient plutôt situés entre 4 et 10 guinées, atteignant près de 25 000 abonnés en 1852. Il faisait une publicité abondante dans la presse pour ses listes de livres correspondant selon lui à la demande des lecteurs, propageant l’idée d'une sélection de livres, reprise dans le nom de son cabinet de lecture, ce qui pour les éditeurs contribuait à la visibilité commerciale sur les livres inclus dans ces listes. Dès 1855, il acheta 2500 exemplaires du 3e volume de The History of England de Macaula y, mais fonda aussi un département consacré aux livres retirés des rayonnages, stockés dans le sous-sol. Il avait des succursales, à Birmingham ou encore Manchester, et ses livres étaient expédiés par la poste dans toutes les régions d’Angleterre. Son service de livraison à domicile de 9 camionnettes desservait 170 zones de Londres.
La baisse des prix des livres neufs apparue au milieu des années 1880, a progressivement fait diminuer les ventes de livre d'occasion, phénomène qui s'est amplifié après 1894, quand la plupart des nouveaux romans furent publiés en un seul volume au prix de seulement un shilling, parfois avec de la publicité.

### Démocratisation au XXesiècle
Dans l'entre-deux-guerres, au Royaume-Uni, la bibliothèque commerciale Mudie a développé ses ventes de livres d'occasion, annoncées par des catalogues qui insistaient sur leur caractère récent, avec des titres comme Recent Popular Books at Greatly Reduced Prices.
Les clubs de lecture fondés dans l’immédiat après-guerre en France puis l'innovation commerciale du livre de poche, lancé en 1953, en France et ensuite le succès de la formule « France Loisirs » lancée en 1970 ont fait aussi progresser la lecture en général.
L'intérêt accordé à l’histoire des livres, de l’édition et des lectures a progressé dès les années 1980 et inspiré les ouvrages de Jean Viardot, complétant les travaux vingt ans plus tôt de Lucien Febvre et Henri-Jean Martin.
Ce marché s’est « plateformisé depuis la fin des années 1990 », phénomène analysé pendant cinq ans d'études sur le livre d'occasion par le sociologue Vincent Chabault, maître de conférences et chercheur au CNRS, qui avait dans un premier temps étudié les phénomènes de réaction plus globale à « l'amazonisation » du commerce,. Dans cette période, il s’est aussi internationalisé, technicisé et démocratisé, tandis que « des non-libraires l’ont investi », en particulier « des entreprises éco-citoyennes, des associations, des particuliers ». Ces organisations ont rationalisé leurs pratiques de tri comme de revente pour allonger la durée de vie du livre, qui devient « écolo ».
Ce marché est aussi de plus en plus stimulé par des formes d’échange non-marchandes, comme les boîtes à livres ou semi-marchandes, avec la revente de dons. Des sociétés comme Better World Books, Ammareal et RecycLivre récupèrent ainsi gratuitement des livres auprès de particuliers, de bibliothèques et d’entreprises, puis les revendent, tout en s’engageant à reverser une partie de la vente à des organisations caritatives qui luttent contre l'illettrisme.
Le marché du livre d’occasion a bénéficié de la « crise des subprime » de 2008, qui a ponctionné le pouvoir d'achat et ainsi placé souvent les lecteurs dans « une recherche constante des petits prix », selon Nicolas Vielle, directeur d’exploitation du groupe Gibert, cité dans  le « Monde des livres » en plus d'« une recherche esthétique » et l'attrait pour « le charme des couvertures du passé ».

## Lieux de ventes

### Les 2 millions d’annonces du Bon Coin
Certains acheteurs recherchant un espace de mise en relation fédérant la plus grande quantité possible d’offreurs mais aussi d'offres, s'intéressent à un site comme Vinted ou Leboncoin, qui regroupe près de 2 millions d’annonces de livres sur un total de 28 millions d’annonces, la part du livre s’élevant à 7 %.
Fondé en 2006, Leboncoin est devenu en six ans, selon les chiffres Médiamétrie d'octobre 2012, le deuxième site le plus populaire en France en temps passé, devant Google, YouTube ou eBay, avec des usages dans la continuité des brocantes, vide-greniers, et petites annonces papier ou, « plus généralement, du don », comme le recyclage des objets et les dons aux proches et selon les chercheurs « des motivations plus variées que le simple intérêt et le calcul ». Les échanges ne cessent d'y déborder vers le monde « réel », car « le local y est central », qui « permettent des rencontres porteuses d’une inclusion sociale qui rappelle l’expérience d’une identité non individualiste ». Sur Leboncoin, via « une expérience de consommation simple et gratuite », le « cadrage des transactions » assez différent de celui du concurrent eBay, très sécurisé mais d’une « plus grande complexité », qui exige lui de s’identifier par des coordonnées réelles, choisir un mode de transaction pouvant être les enchères, puis signaler que la transaction a eu lieu et satisfait, via un système de notation et de commentaires.
Selon l'étude menée par le sociologue Renaud Garcia-Bardidia auprès de plusieurs dizaines d'utilisateurs, le passage par ce site diminue « les risques d’assimilation entre état des objets et image des donneurs ou des receveurs », via « la délégation de la responsabilité de l’acquisition vers l’acquéreur » par un  acte d’achat, perçu comme une « remise en circulation », permettant aussi un « gain de place, de temps et d’argent » sous une forme « plus pratique que les vide-greniers » ou plus simple que le système d’enchères d'Ebay, peu importe « la faiblesse des gains ».

### Le marché Georges-Brassens à Paris

#### Lieu et description
Le « marché du livre ancien et d'occasion » de Paris, encore appelé « marché Georges-Brassens », réunit plusieurs dizaines de vendeurs les samedis et dimanches de 9 h à 18 h, au no 104, rue Brancion, sous deux halles aux chevaux, vestiges des anciens abattoirs de Vaugirard, dans le parc Georges-Brassens, du 15e arrondissement de Paris. Les acheteurs, pour la plupart des particuliers peuvent y trouver des livres anciens et modernes, livres dédicacés, autographes, éditions originales numérotées, livres épuisés, gravures, affiches, vieux papiers, BD, photos, vinyles, livres jeunesse.
Ce marché est géré par l’association « Les pages parisiennes », qui se veut un espace d'échange entre les érudits, lecteurs, promeneurs et libraires.

#### Organisation
Le marché du livre ancien et d'occasion fut créé en 1987 par le Groupement d'information promotion presse édition (GIPPE), une association loi de 1901. Son organisation fut gérée entre novembre 2017 et mai 2021 par l'association (loi 1901) « Marché du Livre-Paris ». La concession a été confiée depuis cette date à l’association (loi 1901) « Les Pages Parisiennes ».

### Les librairies spécialisés
En 2017, Dominique Vallet, libraire depuis 1992 après des études d’histoire à la Sorbonne, a déplacé son large stock de livres d’occasion dans « une vaste demeure près du Massif central », afin de le consacrer à la vente en ligne, tout en conservant celui de livres rares à Paris. Auparavant, il avait tenu un stand au marché Georges Brassens puis une librairie, d'abord dans les Hauts-de-Seine et ensuite dans le 5e arrondissement de Paris.
Certains libraires de livres rares pour les bibliophiles, comme la librairie Jousseaume, fondée en 1826 à Paris dans la galerie Vivienne ou  celle fondée par Pierre-François Dutilleux, petit-fils d'un journaliste, connu pour ses interviews de grands écrivains, dans le 16e arrondissement, vendent également des ouvrages d’occasion dans des bacs ou sur des étagères distinctes, acquis dans des salles des ventes ou directement auprès de particuliers. Le second, ex-directeur du Syndicat de la librairie ancienne et moderne, a vendu pendant plus de vingt ans, via des petites annonces dans Le Figaro et Le Monde, répondant à environ 2000 demandes par mois via un stock de 100 000 livres achetés en salles des ventes et au Marché aux puces, ainsi qu'un entrepôt à Saint-Cloud. À la fin des années 1990, il a cédé son assortiment et sa base informatisée à la FNAC, mais ils ont été finalement acquis par Chapitre.com pour alimenter un site de vente en ligne.
Christophe Delage, libraire dans une petite rue du 1er arrondissement de Lyon, a lui référencé une partie de son stock sur Livre Rare Book.

### Livre Rare Book et Recyclivre
Site pionnier du commerce en ligne, fondé en 1995, Livre Rare Book revendique plus de 4 millions de références et 500 libraires disponibles,, jusqu'au Québec ou Hong Kong, avec plus de 9000 connexions par jour. Le libraire de livres rares Pascal Chartier, gérant du site et présent au Salon du Livre de Paris 2015 créé le site en 2015 « comme une version web des catalogues papier ». L'application permet de géolocaliser les librairies à proximité, ou le livre recherché, afin de « valoriser les rencontres physiques avec les libraires, dans les librairies ».
Recyclivre, qui opère aussi la revente d’occasion via internet, revendique un stock d'un « million de livres à portée de clic », selon David Lorrain, fondateur de l’entreprise, et d'avoir sauvé 66000 arbres et économisé plus de 2 milliards de litres d’eau, tout en reversant depuis 2008, plus de 3,8 millions d'euros à des associations. Elle a lancé un annuaire collaboratif en 2016 et recourt pour sa logistique à Log'ins, entreprise de région parisienne se charge de la récupération sur le territoire national, via les microbibliothèque, des collectes chez les particuliers une fois par semaine, avec un panier minimum de ventes de 10 euros, une partie s’effectuant auprès de 2000 partenaires et associations type Emmaüs, mais aussi auprès d'écoles, bibliothèques et médiathèques, pour alimenter un stock basé à Toulouse et six autres grandes villes de France, dont Bordeaux et Lyon, puis centralisé dans un entrepôt de la région parisienne. De son côté, depuis 2014, le Fonds Decitre installe des « Boîtes à lire » en France.
Recyclivre a vu son « chiffre d'affaires décoller » en 2020, avec le confinement, passant de 7 à 8,5 millions d'euros en un an et affirmait en septembre 2022 vendre « entre 3000 et 4000 livres chaque jour » avec le statut de « premier vendeur français de livres d’occasion ». Mais sur les 300000 volumes collectés en 2021, seulement 40 % ont pû être référencés, les autres étant en mauvais état ou sans code ISBN et écoulés auprès des bouquinistes ou recyclés,,.

### Autres acteurs sur le marché français
Le marché français a d'abord été dominé par l'allemand Momox, géant allemand aux 312 millions d'euros de chiffre d'affaires mondial, qui impose un panier minimum de ventes de 10 euros, et Gibert, qui s'est lancé dans l'occasion dès 1888. Ce dernier, principalement positionné sur le livre scolaire, réalisait en 2020 environ 115 millions d'euros de chiffre d'affaires par l'achat et la revente de sept millions de livres de seconde main par an, dont une partie dans une quinzaine de magasins. Il a vu ensuite « surgir de nouveaux acteurs », comme « La Bourse aux Livres », crée par trois étudiants lillois en janvier 2020, qui a collecté 420000 livres lors de sa première année mais ne rémunère les déposants qu'une fois les ventes réalisées, ou Kiwibook, fondée en 2017 à Nîmes, spécialisée dans la revente par lot sur sa plateforme Vendre-livre.fr, ou entre particulier sans frais ni commission via Kiwibook.fr.
En 2024, le site Le Bouquin français, site fondé en Vendée, est lancé avec pour objectif de conquérir le marché du livre d'occasion en se déclarant être la première plateforme spécialisée ouverte aux particuliers et aux professionnels dans l'achat/vente du livre d'occasion, comblant ainsi un vide entre les plateformes généralistes comme Leboncoin ou Vinted et les boutiques spécialisées comme Recyclivre ou Momox. Allant encore plus loin dans la démocratisation du livre d'occasion, Le Bouquin français apporte également la possibilité de donner des livres avec le concept des livres en vadrouille et le référencement collaboratif des boites à livres.

## La croissance du marché français
La croissance du marché français du livre d'occasion est mesurée par plusieurs études. Selon une étude Kantar pour l’Observatoire de l’économie du livre, au cours de l'année 2018, environ 12 % des Français âgés de 15 ans ou plus ont acheté au moins un livre imprimé d’occasion. Un ensemble de sources estime que cette proportion croît régulièrement. Le baromètre « Les Français et la lecture », du Centre national du livre, organisme dépendant du Ministère de la Culture, l'ex-Centre national des Lettres jusqu'en 1993, estime en particulier que « les grands lecteurs » et ceux âgés de plus de 65 ans s’y convertissent de plus en plus. Résultat, selon le cabinet d'études sur le consommation GFK, le livre ancien et d'occasion  « représente une part croissante des achats de livres chez les Français de 15 ans et plus », évaluée « à 16 % [en volume] en 2018, soit un point de plus qu’en 2017 ». Les consommations de livre ancien et d'occasion sont mesurées depuis les années 2010 par le biais de panels statistiques, selon lesquels 2 livres achetés sur 10 environ le sont sur le marché de seconde main tandis que près d’un tiers des acheteurs de livres neufs font aussi l’acquisition de volumes usagés,.
Au niveau mondial, le marché du livre ancien et d'occasion a généré plus de 7,4 milliards d’euros en 2020 et rien qu'en France, il pèse près de 850 millions d'euros. Chez Rakuten 85 % des livres vendus en ligne sont d’occasion et « la vente de livres de seconde main par des professionnels » y a « augmenté de 50 % » entre 2017 et 2022. Le site a publié en 2022 dans Livres-Hebdo une liste de ses meilleures ventes de livres d'occasion, mais c'était aussi le cas dès 2019 de Momox, qui a publié la liste de ses 8 meilleures ventes de livres d'occasion, dans Actualitté, en pleine rentrée littéraire.
La vente sur le Web s'est placée dès 2007 au centre des débats au « Salon du Livre ancien et de l'Estampe » de Paris, organisé par le Slam (Syndicat de la librairie ancienne et moderne, qui publie alors un sondage auprès de 432 professionnels français (sur environ 1 500 en France) indiquant que plus de 78 % d'entre eux voient dans le recours à internet « une évolution inévitable ». Le Canadien Abebooks est alors considéré comme le leader mondial du livre ancien et rare avec 100 millions de livres en stock revendiqués et 13 500 libraires affiliés, devant des généralistes comme eBay ou spécialisés comme Galaxidion, Livre-Rare-Book, et Chapitre.com. Une étude consacrée au marché du livre d’occasion sera présentée sur la scène de l’Agora avec la Sofia et le ministère de la Culture lors du Festival du Livre de Paris prévu du 21 au 23 avril au Grand Palais Éphémère.
En France, la consommation des ouvrages de seconde main est passée de 50 millions de livres d’occasion en 2020 à 80 millions en 2022, progression qui s’explique par les prix plus abordables selon une étude menée par Ipsos et publiée en octobre 2024.
Une autre étude, publiée en avril 2024 pour le Ministère de la culture et de la Société Française des Intérêts des Auteurs de l’Écrit (SOFIA) a montré que la littérature générale, entre 2018 et 2022, est le segment qui s’est le plus vendu parmi les livres d’occasion, pesant même plus de la moitié des achats en 2022, devant les livres jeunesse, les BD, mangas et comics, tandis qu'un roman policier sur deux est acheté d'occasion. L'étude montre aussi qu'une faible part des acheteurs se limitent aux livres d'occasion. Si les achats d'occasion croissent, en général, plus rapidement que ceux de livres neufs, c'est encore plus le cas concernant les achats de romans adolescents et de tout ce qui est la littérature jeunesse.